# 吉田暎二
吉田 暎二（よしだ てるじ、1901年〈明治34年〉2月5日 ‐ 1972年〈昭和47年〉9月30日）とは、大正から昭和にかけての浮世絵・歌舞伎の研究家。

## 来歴
東京本所区（現在の墨田区）の東両国で生まれる。父は東海銀行支店長の吉田源次郎。1907年（明治40年）相生尋常小学校に入学、1914年（大正3年）東京府立第三中学校（現東京都立両国高等学校・附属中学校）に入学。1919年（大正8年）早稲田大学露文科に入学したが、のちに関東大震災により中退する。1924年（大正13年）東京歌舞伎座に入社、雑誌『歌舞伎』、『歌舞伎研究』の編集を担当する。1927年（昭和2年）に歌舞伎座を退社、その後高見沢木版社、また北光書房に勤務することがあった。1950年（昭和25年）再び歌舞伎座に出版部主任として出勤し、1968年（昭和43年）2月に退社。『歌舞伎年表』の校訂をし、著作は『浮世絵大成』全12巻、『浮世絵事典』全3巻などを出版している。自宅で高血圧により死去、享年71。

## 著作
- 『花江都歌舞伎年代記』（立川焉馬著、吉田暎二 訂）歌舞伎出版部、1926年。
- 『歌麿全集』（喜多川歌麿 画、吉田暎二 編）高見沢木版社、1941年。
- 『浮世絵艶画』緑園書房、1963年。
- 『浮世絵秘画 新訂版』緑園書房、1963年。
- 『浮世絵入門』画文堂、1968年。
- 『日本の美術 23 歌麿』小学館〈ブック・オブ・ブックス〉、1972年。

東方書院 編『浮世絵大成 全12巻』（吉田暎二 編著・解説）東方書院、1930 - 1931年。
- 『浮世絵大成 第1巻 全12巻総目次』。
- 『浮世絵大成 第2巻 版画創始時代（1）』。
- 『浮世絵大成 第3巻 版画創始時代（2）』。
- 『浮世絵大成 第4巻 錦絵初期時代（1）』。
- 『浮世絵大成 第5巻 錦絵初期時代（2）』。
- 『浮世絵大成 第6巻 爛熟時代（1）』。
- 『浮世絵大成 第7巻 爛熟時代（2）』。
- 『浮世絵大成 第8巻 爛熟時代（3）』。
- 『浮世絵大成 第9巻 爛熟時代（4）』。
- 『浮世絵大成 第10巻 廃頽時代（1）』。
- 『浮世絵大成 第11巻 廃頽時代（2）』。
- 『浮世絵大成 第12巻 廃頽時代（3）』。

吉田暎二 編『浮世絵全集』河出書房、1956-1958年。
- 『浮世絵全集 第1』。
- 『浮世絵全集 第2』。
- 『浮世絵全集 第3』。
- 『浮世絵全集 第4』。
- 『浮世絵全集 第5』。
- 『浮世絵全集 第6』。
- 『浮世絵全集 附録』。

伊原敏郎 著、河竹繁俊 編『歌舞伎年表』（吉田暎二 校訂）岩波書店、1956-1963年。
- 『歌舞伎年表 第1巻 (永禄2年-享保5年)』1956年。
- 『歌舞伎年表 第2巻』1957年。
- 『歌舞伎年表 第3巻』1958年。
- 『歌舞伎年表 第3巻 (寛延元年-明和2年)』1958年。
- 『歌舞伎年表 第4巻』1969年。
- 『歌舞伎年表 第4巻 (明和3年-天明4年)』1973年。
- 『歌舞伎年表 第5巻』1960年。
- 『歌舞伎年表 第6巻』1961年。
- 『歌舞伎年表 第6巻 (文化13年-嘉永6年)』1973年。
- 『歌舞伎年表 第7巻』1962年。
- 『歌舞伎年表 第8巻 (明治32-40年)』1963年。
- 『歌舞伎年表 第8巻』（第3刷）、1993年。

『吉田暎二著作集 全7巻』緑園書房、1963-1964年。
- 『吉田暎二著作集 歌舞伎絵の研究』1963年。
- 『吉田暎二著作集 浮世絵の知識』1963年。
- 『吉田暎二著作集 浮世絵師と作品第1』1963年。
- 『吉田暎二著作集 浮世絵師と作品第2』1963年。
- 『吉田暎二著作集 浮世絵師と作品第3』1964年。
- 『吉田暎二著作集 浮世絵秘画の研究』1964年。
- 『吉田暎二著作集 浮世絵の窓』1964年。

『浮世絵事典  全3巻』。
- 『浮世絵事典  上巻』緑園書房、1965年。
- 『浮世絵事典  中巻』緑園書房、1965年。
- 『浮世絵事典  下巻』画文堂、1971年。
- 『浮世絵事典 : 定本 上巻』画文堂、1974年。
- 『浮世絵事典 : 定本 中巻』画文堂、1974年。
- 『浮世絵事典 : 定本 下巻』画文堂、1974年。
- 『浮世絵事典 : 定本 上巻 第2版』画文堂、1990年。

- 『浮世絵事典 : 定本 中巻 第2版』画文堂、1990年。

- 『浮世絵事典 : 定本 下巻 第2版』画文堂、1990年。